# Everybody’s Somebody’s Fool
Everybody’s Somebody’s Fool ist ein englischsprachiges Musikstück, das in zwei Versionen, die sich in Musik und Text unterscheiden, im Popmusik-Genre erfolgreich war.

## Version Adams / Hampton
Das US-amerikanische Songwriter-Team Ace und Regina Adams sowie Gladys Hampton schrieben 1949 die erste Version eines Musikstücks mit der Titelzeile Everybody’s Somebody’s Fool. Erster Interpret des bis in die 1970er Jahre immer wieder veröffentlichten Werks war Little Jimmy Scott, dessen Version mit Playback von Lionel Hampton im Dezember 1949 in den USA aufgenommen wurde und im Oktober 1950 bis auf Rang 6 in den Rhythm-and-Blues-Charts aufstieg. Eine erste Coverversion gab es 1957 mit LaVern Baker, nach den Heartbeats (1957) und Dinah Washington (1962) nahm noch 1972 Michael Jackson den Titel in seine Langspielplatte Ben (Motown M 755L) auf.

## Version Howard Greenfield / Jack Keller

### Englische Fassung

Connie Francis auf MGM 12899

Nach ihrem letzten Erfolg mit dem Titel Mama Anfang 1960 bat Connie Francis das Autorenpaar Howard Greenfield und Jack Keller um einen neuen Song. Howard Greenfield hatte ihr bereits 1958 mit Stupid Cupid zu einem Erfolg verholfen. Obwohl Francis um einen Countrysong gebeten hatte, bot ihr Greenfield eine Bluesballade im Polkarhythmus mit der Titelzeile Everybody’s Somebody’s Fool an, deren Musik und Text mit der 1949er Version nichts zu tun hat. Erst nach einigem Zögern fand sich Francis bereit, den Titel aufzunehmen. Die Produktion fand am 7. April 1960 in den New Yorker Olmstead Studios unter der Leitung von Arnold Maxin statt. Das Playback lieferte das Joe Sherman Orchester. Veröffentlicht wurde Everybody’s Somebody’s Fool zusammen mit der B-Seite Jealous of You von der Plattenfirma MGM unter der Katalognummer 12899. Bereits am 22. Mai 1960 notierte das Billboard Magazin Everybody’s Somebody’s Fool in den Hot 100, am 27. Juni hatte der Titel Platz eins erreicht. Es war der erste Nummer-eins-Hit für Connie Francis, er hielt sich 18 Wochen in den Hot 100 und landete in den Jahres-Charts 1960 auf dem 11. Platz. In den Rhythm-and-Blues-Charts erreichte Everybody’s Somebody’s Fool Rang 2 und in den Country-Charts den 24. Platz.
Auch in anderen englischsprachigen Ländern war Everybody’s Somebody’s Fool erfolgreich. In Großbritannien veröffentlichte MGM den Song mit der US-identischen B-Seite unter der Katalognummer 1086. In der Hitlistung der britischen Musikfachschrift New Musical Express startete Everybody’s Somebody’s Fool am 20. August 1960, hielt sich dort zehn Wochen lang und erreichte mit Platz 5 die beste Notierung. In Kanada, Australien und Neuseeland wurde Everybody’s Somebody’s Fool jeweils die Nummer eins.

### Englische Coverversionen
Ernest Tubb erreichte mit einer Coverversion dieses Liedes Platz 16 der amerikanischen Country & Western-Charts. Ferner taucht Everybody’s Somebody’s Fool als Langspiel-Track bei Sängern wie Lynn Anderson (What a Man My Man Is), Pat Boone (The Sixties 1960–1962), Bobby Vee (30 Big Hits of the 60’s) auf.

### In Deutschland
Im Mai 1960 brachte MGM in Deutschland die Single Everybody’s Somebody’s Fool / Jealous of You (Katalognummer: 61023) heraus, die sich einen Monat in den Charts platzierte und dabei Rang 26 erreichte. Im Juli desselben Jahres erschien die deutschsprachige Coverversion Die Liebe ist ein seltsames Spiel (Katalognummer: 61 025), die von Ralph Maria Siegel getextet wurde. Für die B-Seite hatte man den englischsprachigen Titel Robot Man ausgewählt, der bisher nur in Großbritannien veröffentlicht worden war. Das Lied enthält die Titelzeile Die Liebe ist ein seltsames Spiel, der Text wich erheblich vom Original ab. Während im Englischen der Tenor auf „Jeder ist jemandes Narr, jeder ist jemandes Spielzeug“ liegt, heißt es deutsch „Die Liebe ist ein seltsames Spiel, sie kommt und geht von einem zum andern.“ Die Aufnahmeleitung übernahm der deutsche Erfolgsproduzent Gerhard Mendelson, der jedoch nach Fertigstellung des Aufnahmebandes das Projekt als gescheitert ansah. Connie Francis, der die deutsche Sprache völlig fremd war, hatte den Text so undeutlich gesungen, dass er kaum zu verstehen war. Eine Neuaufnahme war zeitnah nicht möglich, da Francis bereits zu anderen Terminen unterwegs war. Um die Produktion doch noch zu retten, wurde das Band in den Hamburger Studios der deutschen Plattenfirma Polydor, Partner von MGM, durch Produzent Bobby Schmidt einer Synchronisierung unterzogen, der Francis Gesang für das deutsche Publikum verständlich machte.

„Ich [...] stellte mich selbst vors Mikrofon und synchronisierte Francis nach. Allerdings nur einzelne Laute, vor allem die ‚s-Laute‘, wie ‚sp‘ oder ‚st‘. Dann haben wir diese ‚s-Spur‘ zum Rest gemischt. Es hatte geklappt, man konnte nun dem Text bestens folgen.“

Die erste Strophe war jedoch nicht mehr zu retten, sodass der Song mit dem Refrain beginnen musste. Der Titel Die Liebe ist ein seltsames Spiel, die erste deutschsprachige Aufnahme von Connie Francis, entwickelte sich zu einem kommerzieller Erfolg. Die Single platzierte sich in der August-Chartauswertung vom 15. September 1960 erstmals auf Rang 26 in den deutschen Singlecharts und erreichte seine beste Platzierung mit Rang drei, zwei Monate später. Es musste sich dabei lediglich Ich komme wieder / ’O sole mio (Gerd Böttcher / Elvis Presley) und dem Spitzenreiter Ein Schiff wird kommen (Lale Andersen / Melina Mercouri / Caterina Valente) geschlagen geben. Die Single platzierte sich mit Unterbrechungen acht Monatsausgaben in den Charts, vier davon in den Top 10. 1960 belegte es zudem Rang zwölf der deutschen Single-Jahrescharts. Radio Luxemburg verlieh dem Titel den Goldenen Löwen.
Auf dem 1964 erschienenen Album Connie Francis Sings German Favorites wurde Die Liebe ist ein seltsames Spiel dann inklusive der ersten Strophe veröffentlicht.
Im Gegensatz zum englischen Original wurden von Die Liebe ist ein seltsames Spiel im gleichen Zeitraum mehrere Coverversionen produziert. Die Deutsche Metronome veröffentlichte ebenfalls im Sommer 1960 eine Version mit Siw Malmkvist unter dem Pseudonym Jolly Sisters (Katalognummer 180), die Platz 26 in den Musikmarkt-Charts erreichte. Ebenfalls 1960 brachte die DDR-Plattenfirma Amiga eine Single mit dem Titel gesungen von den Fortunas heraus (Katalognummer 4 50 205). 1962 veröffentlichte Mary Roos Die Liebe ist ein seltsames Spiel bei Weltmelodie 3004. Als Tracks nahmen G. G. Anderson (Traumreise für Zwei, 1989) und die Gruppe Wind (Schön war die Zeit, 2007) den Titel auf Langspielplatten auf.